# Aiden Ford

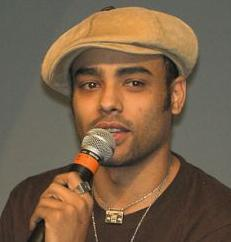
Rainbow Sun Francks interpreta al Teniente Aiden Ford

El teniente Aiden Ford, nacido en 1979, es un oficial marine interpretado por Rainbow Sun Francks en la serie de televisión Stargate Atlantis. Ford era un personaje principal durante la primera temporada, pero se convirtió en un invitado recurrente en la segunda. Tras finalizar la primera temporada, los productores de la serie y el mismo actor tenían la sensación de que el personaje de Ford no había funcionado como ellos querían, y que en consecuencia había sido infrautilizado. Como no deseaban quitarlo sin más, los guionistas idearon la manera de hacer al personaje más importante, pero con el efecto colateral de convertirlo en recurrente.
Ford es un joven entusiasta y enérgico, siempre dispuesto a ayudar al que lo necesite. Sirve como segundo al mando del Mayor John Sheppard. Anteriormente había servido en el Comando Stargate, y es un experto en explosivos y armas.